# Quantum ESPRESSO
Quantum ESPRESSO（クオンタムエスプレッソ、略称: QE）は、GNU General Public Licenseの下自由ソフトウェアとして無料で配布されている、第一原理電子状態計算パッケージである。このパッケージは、平面波基底＋擬ポテンシャル法（ノルム保存およびウルトラソフト）を用いた密度汎関数理論（DFT）に基づいている。名前の「ESPRESSO」はopEn-Source Package for Research in Electronic Structure, Simulation, and Optimizationの頭字語である。
中心となるDFT計算の機能はPWscfコンポーネントにより提供されている（PWscfは過去に独立したプロジェクトとして存在した）。PWscf (Plane-Wave Self-Consistent Field) は、平面波基底と擬ポテンシャルを用いた密度汎関数理論および密度汎関数摂動理論による電子状態計算のためのプログラム群である。本ソフトウェアはGNU General Public Licenseの下リリースされている。

## Quantum ESPRESSOプロジェクト
Quantum ESPRESSOはCNR-IOM DEMOCRITOS National Simulation Center in Trieste（イタリア）とそのパートナーによるオープン・イニシアティブであり、MIT、Princeton University、the University of Minnesotaおよびthe Ecole Polytechnique Fédérale de Lausanneとの連携を行なっている。このプロジェクトは、世界中の研究センターとグループで構成されるQUANTUM ESPRESSO foundationにより運営されている。最初のバージョンであるpw.1.0.0は2001年6月15日にリリースされた。
プログラムは主にFortran 90、一部はCおよびFortran 77で記述されている。各コアパッケージは互いに独立して開発された後、より高度な機能を発揮するために協調動作するよう改良され、1つのパッケージに統合されている。
パッケージを構成する基本コンポーネントとして、コーン–シャム方程式の自己無撞着計算を行うPwscf、Car-Parrinello MD計算を行うCP、結果処理やプロットを行うPostProcがある。その他にも、擬ポテンシャル生成を行うatomic、エネルギーの2次および3次微分計算を行う密度汎関数摂動理論に基づくPHononパッケージ、反応経路とエネルギー障壁の計算を行うNEBなどがある。

## 計算・解析対象
- 基底状態における電子状態
- 構造最適化
- 反応解析（遷移状態および最小エネルギー経路（minimum energy path））
- フォノン周波数、電子-フォノン相互作用、EPRおよびNMR化学シフトなどの応答特性（DFPT）
- 第一原理MD（Car-Parrinello MDおよびBorn-Oppenheimer MD）
- 各種スペクトル[5][6]
- 量子輸送
- 擬ポテンシャルの生成

## 並列化
QEの主要なコンポーネントは、階層的なプロセッサ間通信を行う、現代的なスーパーコンピュータのアーキテクチャを活用できるように設計されている。MPI並列とOpenMP並列の併用が可能で、様々な並列計算機上において良好なパフォーマンスを発揮することができる。